# El Carrascal (metropolitana di Madrid)
El Carrascal è una stazione della linea 12 della metropolitana di Madrid. Si trova sotto alla Avenida del Rey Juan Carlos, nel comune di Leganés.

## Storia
La stazione della metropolitana fu inaugurata il 11 aprile 2003.

## Interscambi
- 1
- 432, 481, 485, 488, 497
- N804